# ケシク・オロク
ケシク・オロク（モンゴル語: Хишиг өрлөг Kešiq öröq、中国語: 克失太師、? - 1486年）は、15世紀後半におけるオイラト部チョロース氏の首長である。エセン・ハーンの孫であり、オイラト部族連合首長の地位を継承したが、ダヤン・ハーンとの戦いに敗れて衰退した。

## 概要
エセン・タイシの下一時はモンゴリア全域を支配したオイラト部族連合（ドルベン・オイラト）であるが、エセンの死によって大幅に弱体化し、モンゴリア西北に逼塞することを余儀なくされていた。エセンの息子でオイラト部族連合首長の地位を受け継いだオシュ・テムルはオイラトの勢力を再建し、モンゴリア東方の有力者ボライ・タイシやモーリハイ・オンが内部抗争によって弱体化すると東方に勢力を拡大した。
しかしオルドス地方を中心にボルフ・ジノンやマンドゥールン・ハーンが活躍するようになるとオシュ・テムルの行動は記録されないようになり、成化14年（1478年）にはオシュ・テムルが亡くなったことが明朝に伝えられた。この頃にケシク・オロクがオシュ・テムルの地位を継いだと見られる。
オシュ・テムルの死より程なくして東モンゴルではヨンシエブ部のイスマイルとモンゴルジン＝トゥメト部のトゥルゲンがベグ・アルスランを殺し、バト・モンケ（後のダヤン・ハーン）を擁立するという事件が起こっていた。イスマイルはダヤン・ハーンを傀儡として実権を握ったが、やがて成長したダヤン・ハーンと対立するようになり、成化19年（1483年）にイスマイルは敗れて西方のハミル方面に逃げ込んだ。
ダヤン・ハーンとイスマイルの対立が始まった頃、オイラト部族連合を率いるケシク・オロクは友好関係にあり、成化20年（1484年）にはダヤン・ハーンとケシク・オロクが協力して明朝に侵攻しようとしていることが明朝朝廷に報告されている。
しかし成化22年（1486年）にイスマイルが当時ハミル方面に進出していたケシク・オロク率いるオイラト部族連合の下に逃れると、ケシク・オロクはイスマイルは手を組みダヤン・ハーンとの関係は悪化した。ダヤン・ハーンは西方に逃れたイスマイルに対して攻撃の手を緩めず、同年の内にケシク・オロク並びにイスマイルは敗死した。モンゴル年代記にはダヤン・ハーンと即位したばかりのマンドフイ・ハトンが2度オイラトに遠征したことが記されているが、このオイラト遠征の一部はケシク・オロク討伐を刺しているのではないかと考えられている。
ケシク・オロクの死後、その部下はケシクの弟のアシャをその後継者としようとしたが、もう一人の弟であるアリグダがこれに反発し、自身の配下を率いて明領近くに移住した。これ以後ダヤン・ハーンの勢力は更に拡大し、オイラト部族連合と明朝との交流は断絶することとなる。

## モンゴル年代記における記述
ガワンシャラブ著『四オイラト史』はチョロース氏族長の一人としてケシク・オロク(Kešiq öröq)の名を挙げており、これが明朝が記録した克失／克舎に相当する。『四オイラト史』はオシュ・テムルに相当するオシュトモイ・ダルハン・ノヤン(Öštömöi dar-xan noon)の玄孫をケシク・オロクとしているが、オシュ・テムルとケシク・オロクの活躍年代からして間の三代の存在は疑わしく、実際にはオシュトモイ（オシュ・テムル）の息子がケシク・オロクであると考えられている。